# Shawty Lo
Карлос Волкер (англ. Carlos Walker, 31 березня 1976 — 21 вересня 2016) — американський репер, відоміший під своїм сценічним псевдонімом Shawty Lo, засновник лейблу D4L Records, і член хіп-хоп групи D4L.
Його перший сольний альбом Units in the City вийшов 26 лютого 2008 року.
Загинув у дорожньо-транспортній пригоді 21 вересня 2016 року.

## Дискографія
Студійні альбоми
- Units in the City (2008)
- Still Got Units (2014)

## Нагороди
- BET Hip Hop Awards
  - 2008, Rookie of the Year [Переміг]
  - 2008, Track of the Year, «Dey Know» [Переміг]
- Ozone Awards
  - 2008, Best Rap Album, Units in the City [Номінований]
  - 2008, Breakthrough Artist [Переміг]
  - 2008, Club Banger of the Year, «Dey Know» [Номінований]
  - 2008, Best Mixtape/Street Album, «i'm Da Man 2» with DJ Scream [Номінований]